# Tour de France 1957
| 44. Tour de France 1957 – Endstand |                       |                           |
| Streckenlänge                      | 22 Etappen, 4683,8 km | 22 Etappen, 4683,8 km     |
| Toursieger                         | Jacques Anquetil      | 135:44:42 h (34,504 km/h) |
| Zweiter                            | Marcel Janssens       | + 14:56 min               |
| Dritter                            | Adolf Christian       | + 17:20 min               |
| Vierter                            | Jean Forestier        | + 18:02 min               |
| Fünfter                            | Jesús Loroño          | + 20:17 min               |
| Sechster                           | Gastone Nencini       | + 26:03 min               |
| Siebenter                          | Nino Defilippis       | + 27:57 min               |
| Achter                             | Wim van Est           | + 28:10 min               |
| Neunter                            | Jan Adriaensens       | + 34:07 min               |
| Zehnter                            | Jean Dotto            | + 36:31 min               |
| Grünes Trikot                      | Jean Forestier        | 301 P.                    |
| Zweiter                            | Wim van Est           | 317 P.                    |
| Dritter                            | Adolf Christian       | 366 P.                    |
| Bergwertung                        | Gastone Nencini       | 44 P.                     |
| Zweiter                            | Louis Bergaud         | 43 P.                     |
| Dritter                            | Marcel Janssens       | 32 P.                     |
| Teamwertung                        | Frankreich            | Frankreich                |

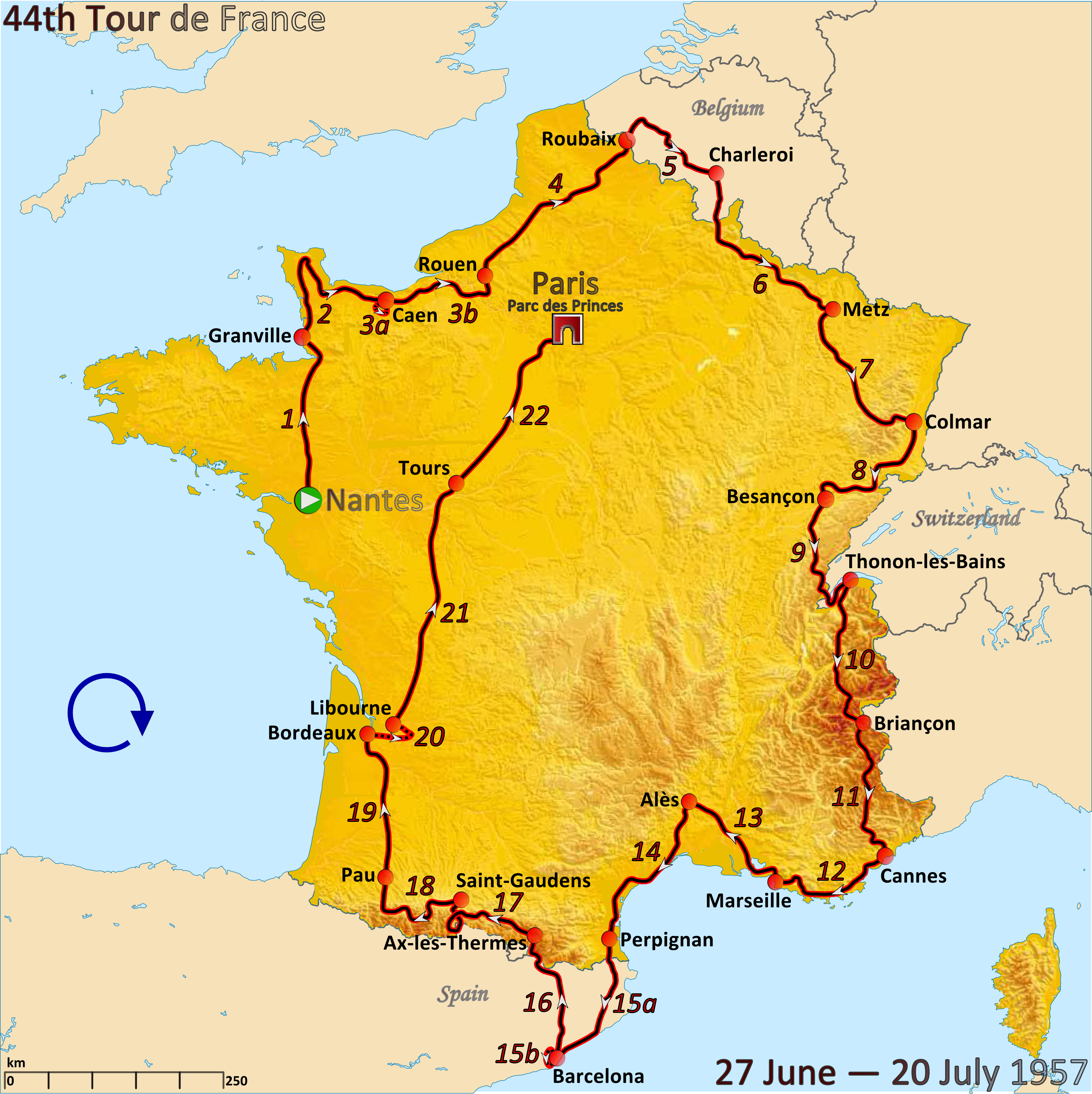
Streckenkarte der Tour de France 1957

Die 44. Tour de France fand vom 5. bis 28. Juli 1957 statt und führte auf 22 Etappen über 4.665 km. 120 Radrennfahrer nahmen an der Rundfahrt teil, von denen 56 klassifiziert wurden.

## Rennverlauf

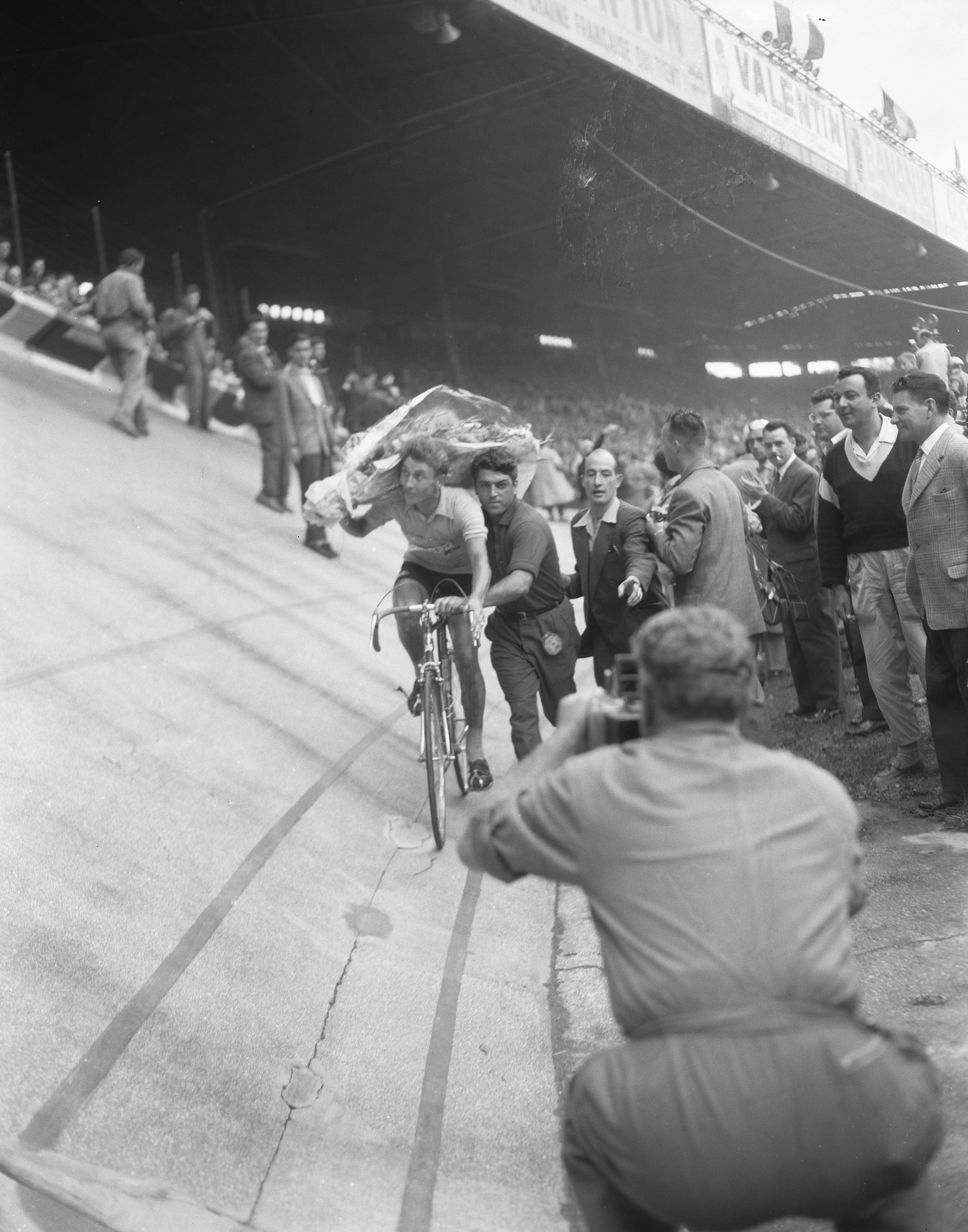
Jacques Anquetil nach seinem Toursieg im Prinzenparkstadion

Wie im Vorjahr gewann André Darrigade die erste Etappe, doch bereits am nächsten Tag musste er sein Gelbes Trikot an seinen französischen Mannschaftskollegen René Privat weitergeben, der die zweite Etappe mit drei Minuten Vorsprung vor dem Peloton gewonnen hatte. Darrigade konnte später noch die letzten beiden Etappen gewinnen.
Bis zur fünften Etappe konnte Privat seine Führung verteidigen, ehe eine mit mehreren Favoriten gespickte Ausreißergruppe ankam: Gilbert Bauvin im Vorjahr Gesamtzweiter, gewann die Etappe, Jacques Anquetil übernahm das Gelbe Trikot, zunächst aber nur für zwei Tage. Erst nach seinem Etappensieg in Thonon-les-Bains und einer guten Platzierung auf der ersten Bergetappe am nächsten Tag lag er wieder in der Führungsposition, die er bis zum Ziel in Paris nicht mehr abgab. Nach einer Schwäche am Col d’Aubisque fing sich Anquetil wieder und baute mit seinen zwei Siegen im Einzelzeitfahren seinen Vorsprung vor dem Zweitplatzierten Marcel Janssens auf fast 15 Minuten aus.
Gastone Nencini, der wie Janssens in der Gesamtwertung gegen das französische Team in den Bergen keine Chance hatte, sicherte sich die Bergwertung. Das Grüne Trikot gewann Jean Forestier aus Frankreich. Adolf Christian konnte als erster Österreicher einen Platz auf dem Podium erreichen.
Nachdem die französische Nationalmannschaft im Vorjahr einem Fahrer eines Regionalteam den Sieg der Tour de France überlassen musste, wurde das Team verjüngt und der erst 23 Jahre alte Anquetil konnte bei seiner ersten Tour-Teilnahme deutlich gewinnen. Insgesamt gewann die Mannschaft um Anquetil 13 der 24 Etappen, trug auf allen bis auf einer Etappe das Gelbe Trikot und stellte neben dem Gesamtsieger auch den Gewinner des grünen Trikots.

## Die Etappen
| Etappen        | Start – Ziel                     | km        | Etappensieger      | Gelbes Trikot    |
| -------------- | -------------------------------- | --------- | ------------------ | ---------------- |
| 1. Etappe      | Nantes – Granville               | 204       | André Darrigade    | André Darrigade  |
| 2. Etappe      | Granville – Caen                 | 226       | René Privat        | René Privat      |
| 3. Etappe (a)  | Circuit de la Prairie            | 15 (MZF)  | Team Frankreich    | René Privat      |
| 3. Etappe (b)  | Caen – Rouen                     | 134       | Jacques Anquetil   | René Privat      |
| 4. Etappe      | Rouen – Roubaix                  | 232       | Marcel Janssens    | René Privat      |
| 5. Etappe      | Roubaix – Charleroi (BEL)        | 170       | Gilbert Bauvin     | Jacques Anquetil |
| 6. Etappe      | Charleroi (BEL) – Metz           | 248       | André Trochut      | Jacques Anquetil |
| 7. Etappe      | Metz – Colmar                    | 223       | Roger Hassenforder | Nicolas Barone   |
| 8. Etappe      | Colmar – Besançon                | 192       | Pierino Baffi      | Jean Forestier   |
| 9. Etappe      | Besançon – Thonon-les-Bains      | 188       | Jacques Anquetil   | Jean Forestier   |
| 10. Etappe     | Thonon-les-Bains – Briançon      | 247       | Gastone Nencini    | Jacques Anquetil |
| 11. Etappe     | Briançon – Cannes                | 286       | René Privat        | Jacques Anquetil |
| 12. Etappe     | Cannes – Marseille               | 239       | Jean Stablinski    | Jacques Anquetil |
| 13. Etappe     | Marseille – Alès                 | 160       | Nino Defilippis    | Jacques Anquetil |
| 14. Etappe     | Alès – Perpignan                 | 246       | Roger Hassenforder | Jacques Anquetil |
| 15. Etappe (a) | Perpignan – Barcelona (ESP)      | 197       | René Privat        | Jacques Anquetil |
| 15. Etappe (b) | Montjuïc (Barcelona – ESP)       | 9,8 (EZF) | Jacques Anquetil   | Jacques Anquetil |
| 16. Etappe     | Barcelona (ESP) – Ax-les-Thermes | 220       | Jean Bourles       | Jacques Anquetil |
| 17. Etappe     | Ax-les-Thermes – Saint-Gaudens   | 236       | Nino Defilippis    | Jacques Anquetil |
| 18. Etappe     | Saint-Gaudens – Pau              | 207       | Gastone Nencini    | Jacques Anquetil |
| 19. Etappe     | Pau – Bordeaux                   | 194       | Pierino Baffi      | Jacques Anquetil |
| 20. Etappe     | Bordeaux – Libourne              | 66 (EZF)  | Jacques Anquetil   | Jacques Anquetil |
| 21. Etappe     | Libourne – Tours                 | 317       | André Darrigade    | Jacques Anquetil |
| 22. Etappe     | Tours – Paris                    | 227       | André Darrigade    | Jacques Anquetil |